# کمپ تیرانا
اردوگاه تیرانا یا کمپ تیرانا که مجاهدین خلق به آن «اشرف۳» می‌گویند؛ مقر کنونی سازمان مجاهدین خلق ایران در شهر تیرانا (پایتخت کشور آلبانی) است. این اردوگاه در منطقه‌ای میان پایتخت کشور آلبانی (تیرانا) و شهر ساحلی دورس قرار دارد.

## تاریخچه
اعضای این سازمان، پیش از این، در اردوگاه اشرف در عراق مستقر بودند. پس از سرنگونی صدام در سال ۲۰۰۳، شورای حکومتی عراق، قطعنامه‌ای را به تصویب رساند که خواهان اخراج اعضای سازمان مجاهدین خلق (به‌عنوان متحد صدام در دوران حاکمیتش) از عراق شد. به دنبال آن، دولت موقت عراق و سپس دولت عراق، این خواسته را تأیید کردند.
اعضای سازمان بر اساس توافق با آمریکا در سال ۲۰۱۲ و با توجه به ضرب‌الاجل دولت عراق برای ترک این کشور، به کمپ لیبرتی منتقل شدند تا به کشور دیگری ترانزیت شوند. بر پایهٔ کنوانسیون ژنو، اسیران، پس از آزادی می‌توانند به کشور محل زندگی خود قبل از اِسارت بازگردند یا در کشور ثالِث یا بی‌طرفی اقامت گزینند یا نهایتاً به کشور اصلی خود، بازگردانده شوند. سازمان مجاهدین خلق در دوران نخست‌ وزیری ادی راما به فعالیت خود در آلبانی افزود. 
در سال ۱۳۹۵ و پس از تعطیلی قرارگاه لیبرتی، افراد سازمان مجاهدین به کشورهای اروپایی و بیشتر به آلبانی منتقل شدند. ۲۰۰۰ نفر از اعضای مجاهدین در این کمپ زندگی می‌کنند.
اندیش کده آمریکایی رند در گزارش تحقیقی خود، بازگشت به ایران را بهترین گزینه برای بسیاری از اعضای سازمان دانست؛ چون دولت ایران، بدنه این سازمان را از چندین سال قبل، عفو عمومی کرده بود و برخلاف برخی انتظارات، بسیاری از اعضای سازمان که زیر نظر صلیب سرخ به ایران بازگشته‌اند، تحت تعقیب قرار نگرفته‌اند. از سوی دیگر، بر اساس گزارش تحقیقی مؤسسه رند، بسیاری از اعضای سازمان که در اَشرف مستقر بودند، با فریب، به مقر سازمان انتقال یافته بودند. بسیاری از آنان از اسیران ایرانی در جنگ بودند که به آنان گفته شده بود که اگر به "اردوگاه اشرف" بیایند، اِمکان بازگشت به ایران را خواهند داشت.

## شرایط اعضای سازمان در اردوگاه
در این مجموعه (که بسیاری از تحلیلگران آن را نه سازمان بلکه فرقه می‌دانند) همانند اردوگاه‌های قبلی مجاهدین به همراه داشتن گوشی همراه، ساعت یا تقویم ممنوع بوده و به نوشته مجله اشپیگل، آنها «کپسول زمان» زندگی می‌کنند. به نوشته اشپیگل اعضای سازمان در این اردوگاه در تمرین‌های هفتگی خود برای بریدن گلو با چاقو، شکستن دست و درآوردن چشم با انگشت تلاش می‌کنند. دولت جمهوری اسلامی، این گروه را مسئول ترور ۱۲۰۰۰ نفر از ایرانیان طی سه دهه می‌داند.
توصیف شرایط اعضای سازمان:
"Ylli Zyla" که بین سالهای ۲۰۰۸ تا ۲۰۱۲، رئیس سازمان اطلاعات آلبانی بوده، می‌گوید اعضای این سازمان مثل گروگان در کمپ‌ها زندگی می‌کنند و سازمان با فراغ بال و مصونیت قوانین آلبانی را نقض می‌کند. او همچنین سازمان را به ارتکاب جنایت و نقض قوانین آلبانی متهم می‌کند. برخی از فراریان از کمپ‌های این سازمان و خانواده هایشان، سازمان را به قتل برخی از اعضا متهم می‌کنند.

### اعترافات روزانه:
یک عضو فراری ۵۵ ساله به گاردین گفت که باید به‌طور روزانه اعترافات اجباری در حضور سایر اعضا پیرامون تصورات جنسی یا عاشقانه اش انجام می‌داد و سپس ممکن بود از سوی سایر اعضا توبیخ و تحقیر شود. طلاق اجباری و جدا کردن فرزندان به دستور مسعود رجوی در دهه هشتاد میلادی صورت گرفت و برخی از اعضای سازمان ۲۰ سال یا بیشتر فرزندانشان را ندیدند. زنان جوان نیز اجازه ازدواج یا فرزند داشتن را ندارند.

### شکنجه فراریان:
سازمان به اعمال شکنجه سازمان یافته علیه فراریان گروه متهم شده‌ است. انتقال از عراق به آلبانی موج فرار را میان اعضای سازمان تشدید کرد. برخی فراریان از کمپ تیرانا که نیمی از آنان را زنان تشکیل می‌دهند در گفتگو با روزنامه گاردین در سال ۲۰۱۸ گفتند که سازمان برای ساکت کردن ناراضیان و پیشگیری از فرار اعضا از شکنجه، سلول انفرادی، مصادره اموال و دور نگهداشتن فرد از خانواده‌اش برای اعمال کنترل بهتر بر وی، بهره می‌برد. سازمان این اتهامات را رد می‌کند. دیده‌بان حقوق بشر تهدید به شکنجه و اعدام، ضرب و شتم و آزار فیزیکی و لفظی بر اساس شهادت فراریان را گزارش کرده‌است. بر اساس شهادت این افراد، دست کم در دو مورد آزارهای سازمان به قتل فرد فراری ختم شده‌است. ۲ نفر از زنان فراری از سازمان به گاردین گفتند که به بهانه بیماری کوچک در کمپ اشرف رحمشان را خارج کرده‌اند.

## رابطه با نهادهای امنیتی و دولت آلبانی
دولت آلبانی تنها دولتی بود که اقدام به پذیرش اعضای سازمان مجاهدین خلق در خاک خود کرد. آمریکا ۲۵ میلیون دلار به دولت آلبانی و ۲۰ میلیون دلار به کمیساریای پناهندگان سازمان ملل داد.
سازمان مجاهدین خلق در دوران نخست‌ وزیری ادی راما به فعالیت خود در آلبانی افزود. راما برخلاف انتظاراتی که برای محدود کردن این سازمان به کمپ تیرانا می‌رفت، دست آنان را برای فعالیت در سراسر آلبانی باز گذاشت و در شهر دورس زمین‌های فراوانی را در اختیار این سازمان گذاشت تا به توسعه کمپ و زیرساخت‌ های آن بپردازد.
رسانه‌های محلی آلبانی گزارشاتی از پرداخت‌های این سازمان به سیاست مداران، خبرنگاران و شخصیت‌های آلبانی منتشر کرده‌اند. این گروه به سیاستمداران و اعضای پارلمان و احزاب سیاسی آلبانی پول پرداخت می‌کند تا از این سازمان در مجامع و رویدادهایشان دفاع کنند. ایلیر متا رئیس‌جمهور آلبانی نیز در سال ۲۰۱۹، از کمپ بازدید و با مریم رجوی دیدار کرد.
روزنامه نگاران آلبانیایی می‌گویند که سازمان رابطه قوی با پلیس و نهادهای امنیتی آلبانی دارد.

## فعالیت های سایبری سازمان
هزاران اکانت جعلی و ترول که توسط اعصای سازمان اداره می‌شوند در اینستاگرام، تلگرام، فیس‌بوک و بخش نظرات روزنامه‌های غربی شبانه‌روز به زبانهای فارسی، عربی و انگلیسی مشغول فعالیت‌اند. انتشار مطالب "ضدایرانی" و "تبلیغ به نفع رجوی" از وظایف این افراد است. هرچند این سازمان از توان و پشیبانی داخلی در بین ایرانیان برای سرنگونی دولت ایران برخوردار نیست. تحریک سناتورها، روزنامه نگاران و فعالان سیاسی با نوشتن کامنت‌ هایی همچون «سپاسگزارم»، «مردم ایران از شما پشتیبانی می‌کنند» و «رجوی رهبر واقعی ایران است»، بخشی از این فعالیت‌هاست. همچنین اگر مطالبی علیه سازمان نوشته شود اکانت‌های جعلی سازمان، با پیغام‌ها و کامنت‌هایی همچون «تو مزدور رژیم ایران هستی»، «تو صدای مردم ایران نیستی»، «تو آزادی مردم ایران را نمی‌خواهی» به فرد منتقد سازمان حمله می‌کنند.
بنا به تحقیقات مارک اون جونز، محققی آکادمیک که دربارهٔ رباتهای سیاسی در شبکه‌های اجتماعی پژوهش می‌کند، از سال ۲۰۱۶, هزاران اکانت در توییتر فعال شده‌اند که مکان خود را ایران معرفی کرده و در نام خود از کلمات مرتبط با حقوق بشر استفاده می‌کنند و پیامهایی در حمایت از ترامپ و سازمان مجاهدین انتشار می‌دهند. آنان از سخنان ضد جمهوری اسلامی ترامپ حمایت کرده و هشتگهایی همچون IranRegimeChange, #FreeIran و #IstandwithMaryamRajavi را انتشار می‌دهند. در سالهای اخیر تصاویری از فعالیت اعضای سازمان در سالن فعالیت سایبری (Click farm) سازمان افشا شد.

## حمایت از سوی آمریکا و عربستان
این سازمان از حمایت مالی صدام برخوردار بود و اکنون از سوی عربستان تأمین مالی می‌شود. یرواند آبراهامیان استاد دانشگاه نیویورک که تالیفات فراوانی دربارهٔ تاریخچه این سازمان دارد می‌گوید هیچ گزینه دیگری جز عربستان نمی‌تواند سازمان را تا این سطح تأمین مالی کند.
عربستان همچنین روابط خود با دولت آلبانی را که پیش از این کم‌ اهمیت و ناچیز بوده و به فعالیت‌های مبلغان تکفیری و وهابی در بالکان محدود می‌شد، توسعه داد. به عقیده یکی از اعضای سابق سازمان، کمک مالی ۱ میلیون یورویی یکی از زیر شاخه‌ های سازمان مجاهدین به حزب دست راستی بکس در اسپانیا، در واقع متعلق به عربستان بوده‌ است. هرچند این حزب دارای دیدگاه‌ های اسلام هراسانه است؛ اما گفته می‌شود که بدون کمک مالی سازمان مجاهدین پیروزی‌اش در انتخابات اسپانیا بعید بود.
پس از استقرار مجاهدین در آلبانی، آمریکا ۲۵ میلیون دلار به دولت آلبانی پرداخت کرد. برای دولت ترامپ، سازمان مجاهدین دارایی ارزشمندی برای بالا بردن تنش و درگیری بین ایران و عربستان است. هرچند پس از قتل جمال خاشقچی موضع عربستان و حامیانش تضعیف شد.

## انگیزه دولت آلبانی از پذیرش سازمان مجاهدین خلق
فساد مالی و تروریسم از مشکلات اساسی دولت آلبانی ذکر شده و فساد مالی رهبران و شائبه ارتباط با جرایم سازمان یافته و از موانع مهم این کشور برای پیوستن به اتحادیه اروپا ذکر شده‌است.
دولتهای اروپایی درخواست آمریکا برای پذیرش اعضای این سازمان را رد کردند و آلبانی تنها کشوری بود که این درخواست را پذیرفت. به ظاهر، انگیزه پذیرش این افراد «اقدامی حقوق بشری» اعلام شد اما منتقدان، معامله با آمریکا و استفاده از این موضوع به عنوان یک «کارت» را مطرح می‌کنند. "Olsi Jazexhi" استاد تاریخ دانشگاه شهر دروس آلبانی و منتقد تصمیم دولت می‌گوید سیاستمداران آلبانی امیدوارند با این معامله آمریکا چشم خود را بر فساد آنان ببندد و با کاسبی آنها کاری نداشته باشد. یکی از سندهای دولت آمریکا در سال ۲۰۰۹ که توسط ویکی‌لیکس افشا شد، می‌گوید که هر ۳ حزب آلبانی در جرایم سازمان یافته شریک‌اند و بنا به برخی نظرات تعدادی از اعضای جدید مجلس آلبانی قاچاقچی موادمخدر و عامل پولشویی هستند.
پس از چندین سال استقرار در آلبانی، سازمان مجاهدین خلق بخشی از فرایند فساد مالی و مرتبط به رهبران فاسد در کشور آلبانی به‌ شمار می‌رود.

## شرایط اردوگاه تیرانا
جلوگیری از عضویت آلبانی در اتحادیه اروپا:
فعالیت‌ های سازمان مجاهدین خلق که حدود ۱۷ سال در لیست سازمانهای تروریستی آمریکا بوده‌‌ است از موانع عضویت آلبانی در اتحادیه اروپا ذکر شده‌است.
زلزله سال ۱۳۹۸:
در جریان زلزله‌ای به قدرت ۵٫۳ ریشتر که در آذر ۱۳۹۸ در آلبانی روی داد، بخش‌هایی از کمپ این سازمان تخریب و برخی از اعضای آن کشته و مجروح شدند.

## حمله پلیس آلبانی به اردوگاه تیرانا
صبح روز ۳۰ خرداد ۱۴۰۲، پلیس آلبانی به مقر این سازمان موسوم به «اشرف ۳» حمله‌ کرد و ده‌ها نفر از اعضای این سازمان را بازداشت نمود. رسانه‌‎های وابسته به مجاهدین خلق از کشته‌‌ شدن ۱ نفر به نام علی مستشاری (عبدالوهاب فرجی‌نژاد) و زخمی‌شدن حدود ۱۰۰ نفر از اعضای این سازمان، خبر دادند.